# Peter E. Funck
Peter E. Funck (* 27. Mai 1951 in Völklingen) ist ein deutscher Schauspieler.

## Leben
Nach seiner Schauspielausbildung erhielt Funck mehrere Engagements für Kino- und Fernsehfilme. Seit den 1980er Jahren wirkt er außerdem als Produktionsleiter oder Regieassistent an Produktionen mit, u. a. in den Krimi-Reihen Tatort und Der Fahnder.
Einem breiten Publikum wurde er bekannt durch die Rolle des Hendrik Woldemar „H.W.“ Jensen in der ARD-Vorabendserie Marienhof, in der er vom 1. Oktober 1992 bis Juli 1994 zu sehen war.
Im Dezember 1992 heiratete er seine Serienpartnerin Mona Seefried, die in der Serie von 1992 bis 1995 die Rolle der Ortrud Winkelmann verkörperte. Heute lebt er mit ihr und ihrer Tochter im Münchner Westen und in einem Haus in Mittelitalien.

## Filmografie (Auswahl)

### Schauspiel Kino
- 1979: Der kostbare Gast
- 1983: Tango im Bauch
- 1985: Drei gegen Drei (als Eric)
- 1988: Der Fluch (als Railway policeman)

### Schauspiel Fernsehen
- 1988: Der Fahnder – Der kleine Bruder
- 1992–1994: Marienhof (als H.W. Jensen)
- 1993: Wildbach
- 1995: Tatort – Die schwarzen Bilder
- 1995: Vater wider Willen
- 1996: Verbrechen, die Geschichte machten – Der Fall Lebach (als Winzer Roll)
- 1997: Zwei Brüder – Einzelgänger
- 1997–2001: SOKO 5113 (als Pathologe)
- 2001: Sinan Toprak ist der Unbestechliche – Tödliches Erbe
- 2002: Utta Danella – Die Hochzeit auf dem Lande
- 2011: Sturm der Liebe (als Dr. Diehmel)
- 2017: Hubert und Staller – Der Räucherschorsch dreht durch

### Produktionsleitung
- 1982: Das zweite Gesicht
- 1983: Die Heartbreakers
- 1985: Der Schneemann

### Regieassistenz
- 1985/1988: Tatort
  - 1985: Doppelspiel
  - 1988: Moltke
- 1985–1988: Der Fahnder
  - 1985: Liebe macht blind
  - 1986: Ein König ohne Reich
  - 1988: Über dem Abgrund
  - 1988: Glückliche Zeiten
- 1990: Ein Haus in der Toscana